# 타이완 모바일

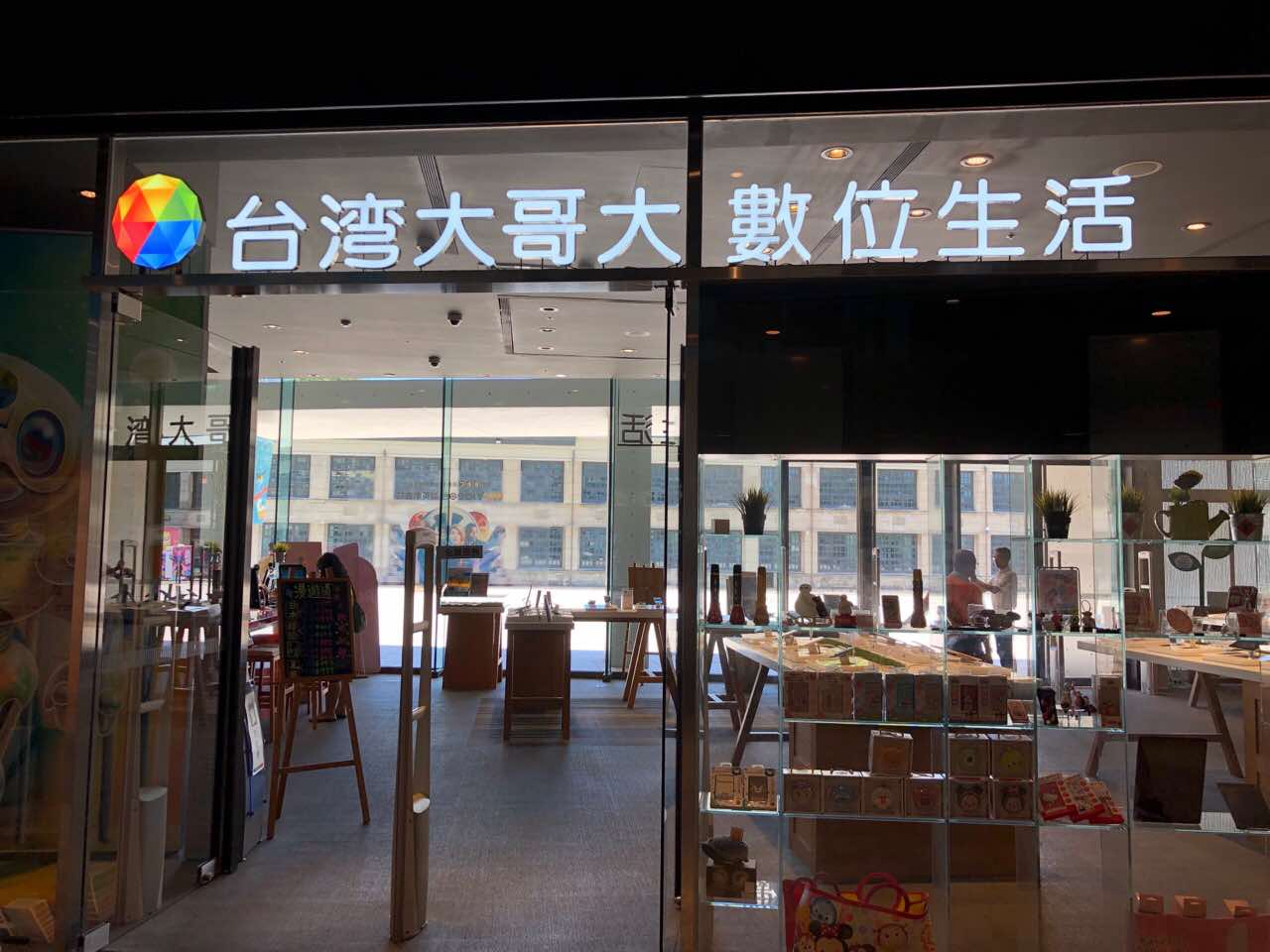
타이베이에 위치한 타이완 모바일 매장

타이완 모바일(중국어: 台湾大哥大, 병음: Táiwān Dàgēdà 타이완 다거다[*], 영어: Taiwan Mobile)은 중화민국(타이완)의 이동통신 기업이다. 소득과 고객 측면에서 고정 전화 서비스, 휴대전화 서비스, 광대역 접속 서비스, 인터넷 서비스 제공업체이다. 또, 이 기업은 정보 및 통신 기술 서비스를 고객에게 제공한다.

## 같이 보기
- 대만의 기업 목록
- 중화전신
- FarEasTone